# Popillia transversa
Popillia transversa är en skalbaggsart som beskrevs av Lin 1988. Popillia transversa ingår i släktet Popillia och familjen Rutelidae. Inga underarter finns listade i Catalogue of Life.